# Tri-State Crusaders
I Tri-State Crusaders sono stati una franchigia di pallacanestro della WBA, con sede a Bristol, nel Tennessee, attivi nel 2008.
Vennero così chiamati, perché coprivano un'area geografica comprendente tre stati, il Kentucky, la Virginia e il Tennessee.
Terminarono la stagione 2008 con un record di 2-6, non qualificandosi per i play-off.

## Stagioni
| Stagione | Lega | Denominazione       | V | P | %    | Piazzamento | Play-off |
| -------- | ---- | ------------------- | - | - | ---- | ----------- | -------- |
| 2008     | WBA  | Tri-State Crusaders | 2 | 6 | 25,0 | 5º          | -        |